# 中野怜奈
中野 怜奈（なかの れいな、1983年- ）は、英米児童文学翻訳家。

## 来歴
東京都杉並区出身。津田塾大学大学院文学研究科イギリス文学専攻修士課程修了。学校司書として勤務しながら、ミュンヘン国際児童図書館の日本部門を担当。国立国会図書館国際子ども図書館では非常勤調査員として翻訳業務に携わっている。日本国際児童図書評議会（JBBY）会員。

## 主な翻訳

### 児童書
- 『さよなら、スパイダーマン』アナベル・ピッチャー/著、偕成社、2017.11、ISBN 9784037269005
- 『ほんとうの願いがかなうとき』バーバラ・オコーナー/著、偕成社、2019.12、ISBN 978-4037269708
- 『おひめさまになったワニ』(世界傑作童話）ローラ・エイミー・シュリッツ（英語版）/さく、ブライアン・フロッカ/え、福音館書店、2020.2、ISBN 978-4834084467
- 『オール・アメリカン・ボーイズ』ジェイソン・レノルズ、ブレンダン・カイリー/著、偕成社、2020.11、ISBN 978-4-03-726980-7

## 主な記事・論文・寄稿
- 「死を描いた児童書：『ホワイト・レイブンス』、ドイツ児童文学賞受賞・ノミネート作品を中心に」国際子ども図書館の窓、2014.9
- 「翻訳児童文学の名作をめぐって」児童文芸 / 日本児童文芸家協会 編、2015
- 「子どもの本で世界とつながる：ミュンヘン国際児童図書館のホワイト・レイブンズ・フェスティバル」カレントアウェアネス / 国立国会図書館関西館図書館協力課 編、2016.12
- 「創作 高学年・中学生向け作品 他者の声に耳をすませて」日本児童文学 / 日本児童文学者協会 編、2018
- 「世界図書館紀行 ミュンヘン国際児童図書館」国立国会図書館月報、2019.1
- 「インタビュー ミュンヘン国際児童図書館から(第1回)境界を越える作品を求めて」鬼ヶ島通信、2019
- 「インタビュー ミュンヘン国際児童図書館から(第2回)説明を拒む作品との出会いを」鬼ヶ島通信、2019